# (6583) Destinn
(6583) Destinn es un asteroide perteneciente al cinturón de asteroides, región del sistema solar que se encuentra entre las órbitas de Marte y Júpiter.
Fue descubierto el 21 de febrero de 1984 por Antonín Mrkos desde el Observatorio Kleť.

## Designación y nombre
Designado provisionalmente como 1984 DE. Fue nombrado en memoria de Emmy Destinn (1878-1930), cantante de ópera checa, considerada una de las mejores sopranos de principios del siglo XX, en particular junto con el excelente tenor Enrico Caruso.

## Características orbitales
Destinn está situado a una distancia media del Sol de 2,662 ua, pudiendo alejarse hasta 2,926 ua y acercarse hasta 2,398 ua. Su excentricidad es 0,099 y la inclinación orbital 6,921 grados. Emplea 1586,28 días en completar una órbita alrededor del Sol.

## Características físicas
La magnitud absoluta de Destinn es 13,00. Tiene 11,191 km de diámetro y su albedo se estima en 0,058.